# Iglesia del Carmen (Murcia)
La iglesia Arciprestal de Nuestra Señora del Carmen, más conocida como iglesia del Carmen, se ubica en el popular barrio del mismo nombre de la ciudad de Murcia (Región de Murcia, España), frente a la Alameda de Colón y el Jardín de Floridablanca. 
Esta iglesia parroquial de estilo barroco fue el antiguo templo del convento de los Carmelitas de la ciudad, desamortizado en el siglo XIX. La iglesia tal y como hoy la conocemos se comenzó a construir en el año 1721 y se consagró en 1769, sin embargo el convento tiene su origen en el siglo XVI, levantado sobre la antigua Ermita de San Benito fundada en 1451 por el dean Martín Selva, que a su vez se construyó en el lugar donde se emplazaba la mezquita de Alhariella en época de la dominación musulmana. 
El templo es sede canónica de la Archicofradía de la Preciosísima Sangre de Nuestro Señor Jesucristo, que desfila en la Semana Santa de Murcia.

## Historia del templo

### Antecedentes. El convento de carmelitas calzados de Murcia
Para hablar de la iglesia del Carmen hay que remontarse a la fundación del convento carmelita sito antaño en el mismo lugar.
La fundación de este convento tuvo su origen en la petición de fray Juan Gallego, carmelita calzado, en la que exponía al Concejo en el mes de marzo del año de 1583 el deseo de su comunidad por establecerse en Murcia, ya que no había en esta ciudad ni en todo su reino convento de su Sagrada Orden. A pesar de la rapidez de las gestiones del Concejo de Murcia y de las negociaciones entabladas con la Orden del Carmelo, una serie de incidentes hicieron retrasar dos años el asentamiento definitivo de la comunidad carmelita.
Conviene recordar que esta orden religiosa fue una de las últimas que se establecieron en Murcia, ya que dominicos, trinitarios, mercedarios, agustinos y franciscanos llevaban varios siglos de actividad. En el siglo XVI llegaron a Murcia los jesuitas y los jerónimos, a finales del mismo, los carmelitas.
Tras una serie de gestiones en las que intervinieron el Concejo, así como el obispo Jerónimo Manrique de Lara, se decidió efectuar la fundación, en el lugar donde se encontraba la Ermita de San Benito, que databa del 1451.
Diversos vaivenes históricos marcaron la permanencia en Murcia de los frailes carmelitas durante más de dos siglos. En la Guerra de Sucesión, el entonces obispo Luis Antonio de Belluga y Moncada determinó que el hospital de militares se instalara en las dependencias de este convento y, debido a ello, los religiosos solicitaron para alojarse la ermita de la Fuensanta y unas casas junto a la misma, mientras durase la situación.
La comunidad carmelita tuvo que abandonar definitivamente este centro religioso en 1835 en el proceso de exclaustración, del que sólo se salvó el templo, pasando sus huertos a la propiedad de Miguel Andrés Starico.
El convento fue derribado en 1837 y dos años después fue cedido el lugar a la Junta de Beneficencia para la construcción de una plaza de toros que no llegó a ejecutarse. Finalmente, en la primera década del siglo XX, el arquitecto Pedro Cerdán construyó las Escuelas Graduadas del Carmen en el área donde antaño estuvo el convento, y que en 1920 pasaría a acoger la segunda sede de la recién fundada Universidad de Murcia. Mientras tanto, la antigua iglesia conventual acabó por convertirse en la parroquial (y posteriormente también arciprestal) del barrio del Carmen.

### La construcción del templo

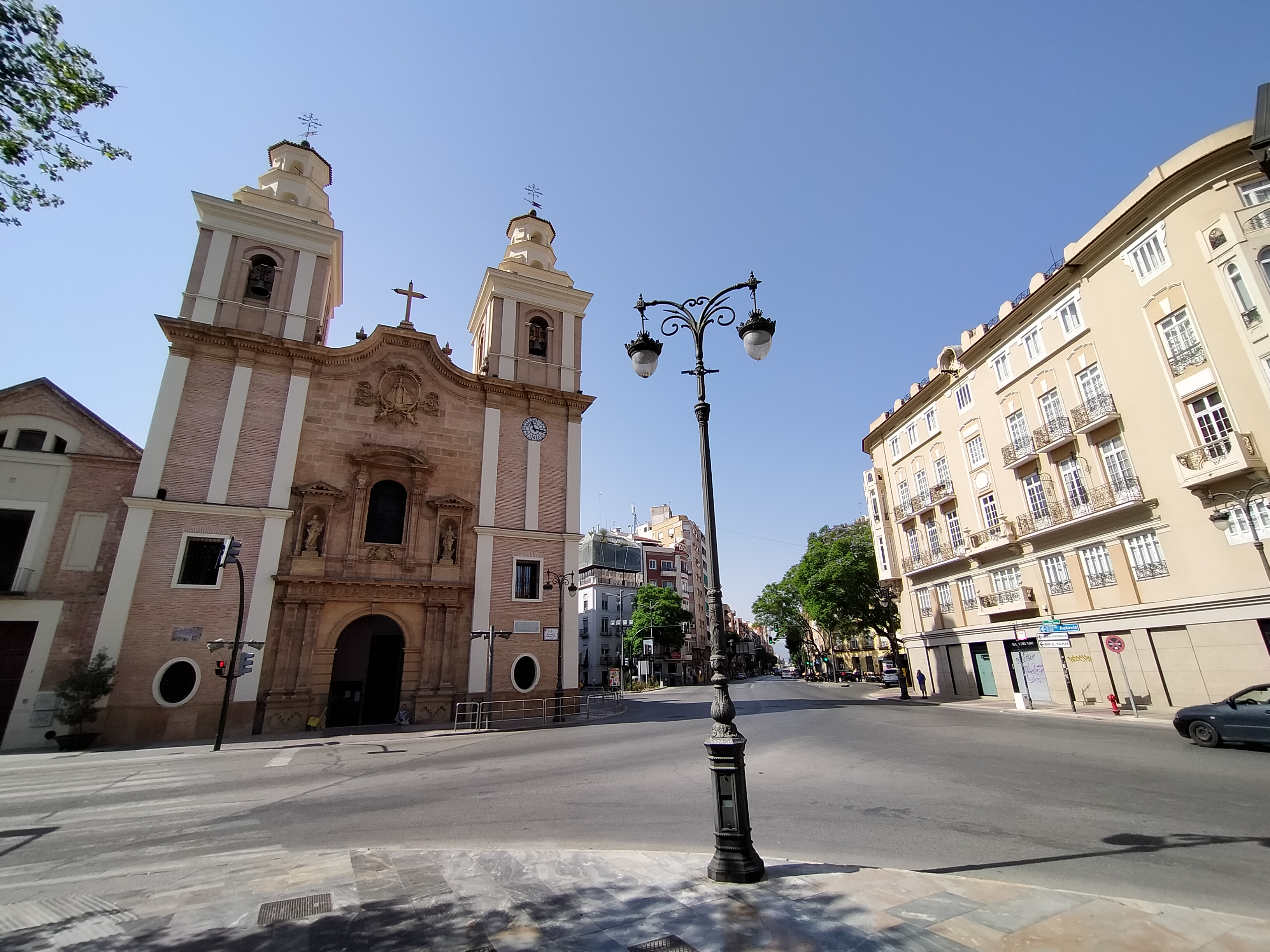
Fachada de la Iglesia del Carmen

En cuanto a la construcción de una iglesia para los Carmelitas, cabe indicar que utilizaron inicialmente la antigua Ermita de San Benito, efectuando quizás alguna mejora en ella, ya que durante la creación de su convento concentraron los esfuerzos en las obras necesarias para dar cobijo a los religiosos que se instalaron en Murcia.
Las obras del templo actual se iniciaron en 1721, siendo obispo de Cartagena Luis de Belluga y Moncada, y se prolongaron hasta 1769, año en que fue consagrada la iglesia por el prelado Diego de Rojas y Contreras. La construcción del templo duró casi medio siglo debido a la difícil situación económica por la que atravesó la comunidad. 
Las obras coincidieron con el proceso de renovación de la mayoría de las iglesias conventuales y parroquiales de la ciudad, fiebre constructora que dio comienzo tras la desastrosa riada de San Calixto de 1651, pero que tomó impulso a finales del XVII y comienzos del XVIII al darse un contexto de mayor expansión económica en la ciudad. La construcción de la iglesia conventual de los Carmelitas, al llevarse a cabo en tan largo periodo, acabó coincidiendo con las del nuevo imafronte de la Catedral de Murcia (1736-1754), obra de profundo impacto en Murcia y su reino, que influyó igualmente en el Carmen al responder a unas líneas barrocas arquitectónicamente más depuradas, aproximándose a otros ejemplos que aparecieron a partir de la década de los 30-40 del XVIII, como la Iglesia de San Nicolás, Santa Eulalia, la iglesia de los Agustinos (actual parroquia de San Andrés) o San Juan de Dios.
Es posible que la prolongada duración de las obras hiciera variar el proyecto primitivo y que se realizaran ciertas modificaciones debidas a los problemas económicos y a la presencia de diferentes profesionales. El investigador Javier Fuentes y Ponte, que pudo consultar las cuentas, atribuyó el proyecto y la dirección en los primeros momentos a fray José Chover. La ausencia de datos sobre este arquitecto, al parecer valenciano, religioso mercedario, impide por ahora valorar su personalidad. De todas formas cabe afirmar que no es nada extraña la presencia de frailes arquitectos, pues las órdenes religiosas utilizaban sus servicios con el fin de abaratar las obras.

### Patrones y protectores
Desde los momentos iniciales de la fundación, la comunidad carmelita se acogió al patronazgo del Concejo de Murcia, que se mostró generoso concediendo en diversas ocasiones algunas ayudas económicas. Por esta razón, las armas de la ciudad se emplazaron en la primitiva construcción en los canes de las vigas del refectorio y en las puertas del convento.
Más problemático fue, sin embargo, el patronazgo de la familia Rocamora. En 1598 los carmelitas hicieron «gracia y donación inter vivos» de la capilla mayor al regidor Ginés Rocamora para sí y sus descendientes, pero años después los frailes dieron por nulo dicho patronato, alegando que aquel no había edificado la mencionada capilla y eliminando el escudo que estaba sobre la reja del presbiterio.
Quizás entre los máximos benefactores de la iglesia del Carmen haya que citar al matrimonio formado por Felipe García Ros y Catalina Faz y Ros, a quienes se debe el impulso y ayuda para finalizar la construcción del nuevo templo, dotarlo de retablos (los colaterales de Pablo Sistori), el órgano realizado en Valencia por Matías Salanova y diversas piezas para el culto. Por esta razón figuran en la fachada principal del templo las esculturas de los santos patronos del citado matrimonio San Felipe y Santa Catalina.

## El templo y su arquitectura

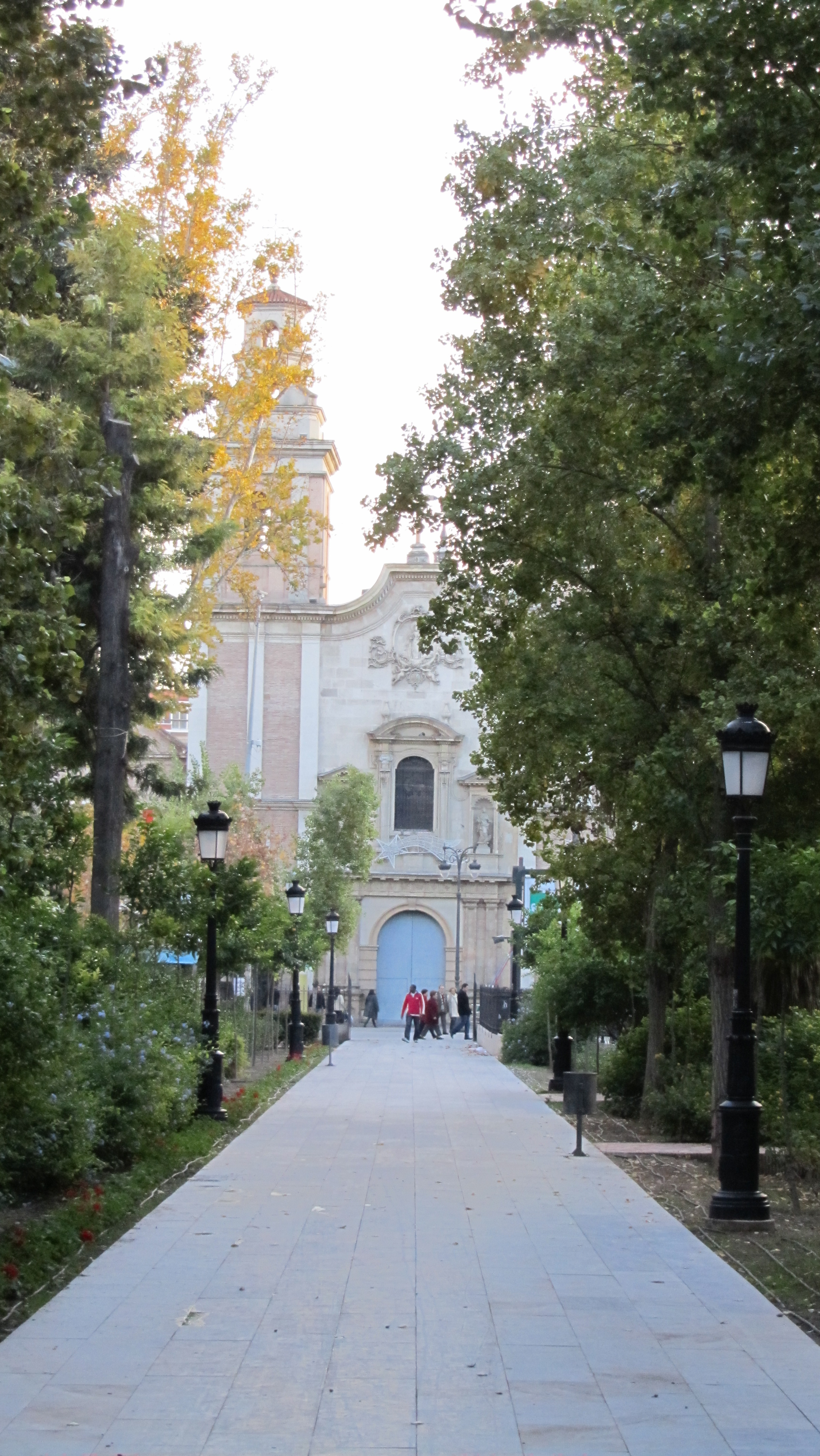
Alameda del Jardín de Floridablanca con la Iglesia del Carmen al fondo

### Una fachada monumental
Cuando en el año de 1721 los frailes del Carmelo decidieron levantar el nuevo templo, se basaron en la necesidad de sustituir el antiguo recinto porque era pequeño y se encontraba en mal estado. Pero conviene subrayar que también aludieron a que el viejo edificio estaba «falto de todo ornato, y arte». Es por eso, que la nueva iglesia fue proyectada, por un lado con unas dimensiones espaciales superiores (deseo de construir para las necesidades futuras, tanto de espacio como de enterramientos) y, por otro, con propósitos monumentales. 
Sin embargo, no podemos engañarnos con estos propósitos, ya que en el universo estético del barroco, así como en el mundo religioso, el templo debía de ser rico y ornamentado. Estos valores se derivaban de una concepción del templo en boga ya a finales del siglo XVI como preludio a la primera arquitectura barroca. 
También conviene destacar el propósito de conseguir una imagen urbana visible desde las vías de acceso: la actual plaza de Camachos y la alameda del Carmen. De ahí, el cambio de orientación de la iglesia, que en el nuevo proyecto se levantó en el eje meridional-septentrional, con el fin de que la fachada mirara hacia el norte y quedara al fondo de una gran perspectiva que se iniciaba al traspasar el nuevo puente de los Peligros, en construcción cuando se iniciaron las obras del templo. 
Sin embargo, es interesante comprobar que, dada la distancia desde el puente citado, la fachada aparece como una escultura arquitectónica. Como si fuera un foco u objeto de bellas proporciones envuelto y rodeado por la naturaleza abierta (téngase en cuenta que el templo era de una escala muy superior a la del convento). De hecho, esta no sería la primera fachada de tipo monumental de la ciudad de Murcia, ya que entre 1722 y 1745 se había construido la de la Iglesia de Santo Domingo, en la importante plaza del Mercado. 
De hecho, veinte años después del inicio de las obras de la iglesia conventual, el corregidor Antonio Heredia Razán tomó la iniciativa de preparar un amplio plan con el fin de desarrollar, modernizar y adecuar la estructura urbana del barrio del Carmen, una zona de expansión que era también la confluencia de varias rutas de comunicaciones. 
De hecho, el convento adquirió en el siglo XVIII una relevancia especial, porque fue el lugar al que decidieron acudir los cabildos eclesiástico y civil a recibir a la imagen de la Virgen de la Fuensanta cuando era trasladada desde su santuario. Por todas estas razones era conveniente adecuar el exterior del templo a toda una serie de signos urbanos, religiosos y representativos.
La fachada principal está flanqueada por dos torres campanarios de iguales dimensiones, con la entrada a modo de arco de triunfo. Las esculturas de San Felipe y Santa Catalina decoran las hornacinas del cuerpo intermedio. En la parte superior, coronando la fachada, se encuentra el gran relieve en forma de medallón de la titular del templo, la virgen del Carmen, sostenida por dos ángeles tenantes, en otro tiempo atribuido a Salzillo, parecen más bien obra del escultor Pedro Federico. Esta tipología de fachada-pantalla oculta visualmente la estructura del templo, que no es visible por las proporciones de la misma.

### Interior del templo y planta
El interior del templo corresponde a una planta de cruz latina, de tres naves, la nave central mayor en altura que las laterales, donde se generan un total de 10 capillas, cinco a cada lado. 
A cada extremo del crucero se encuentra una capilla, cada una independiente del altar mayor. En la de la derecha se encontraba el Cristo de la Preciosísima Sangre (obra de Nicolás de Bussy), hoy día situado en una nueva capilla levantada en la antigua portería del convento, paralela a la iglesia, y en la otra la Virgen del Carmen o del Sagrario, donde se expone el Santísimo.
En el año 1936 el interior de la Iglesia del Carmen fue destruido, perdiéndose la decoración pictórica de bóvedas y capillas del pintor italiano Pablo Sistori (aunque en algunas capillas laterales todavía se conservan), la totalidad de los retablos y numerosas obras escultóricas (incluidos algunos de los pasos procesionales de Los Coloraos). La Iglesia del Carmen resultó ser una de las más dañadas de la ciudad durante los sucesos de aquel año junto a la Iglesia de San Antolín (que fue demolida).

## Riqueza artística

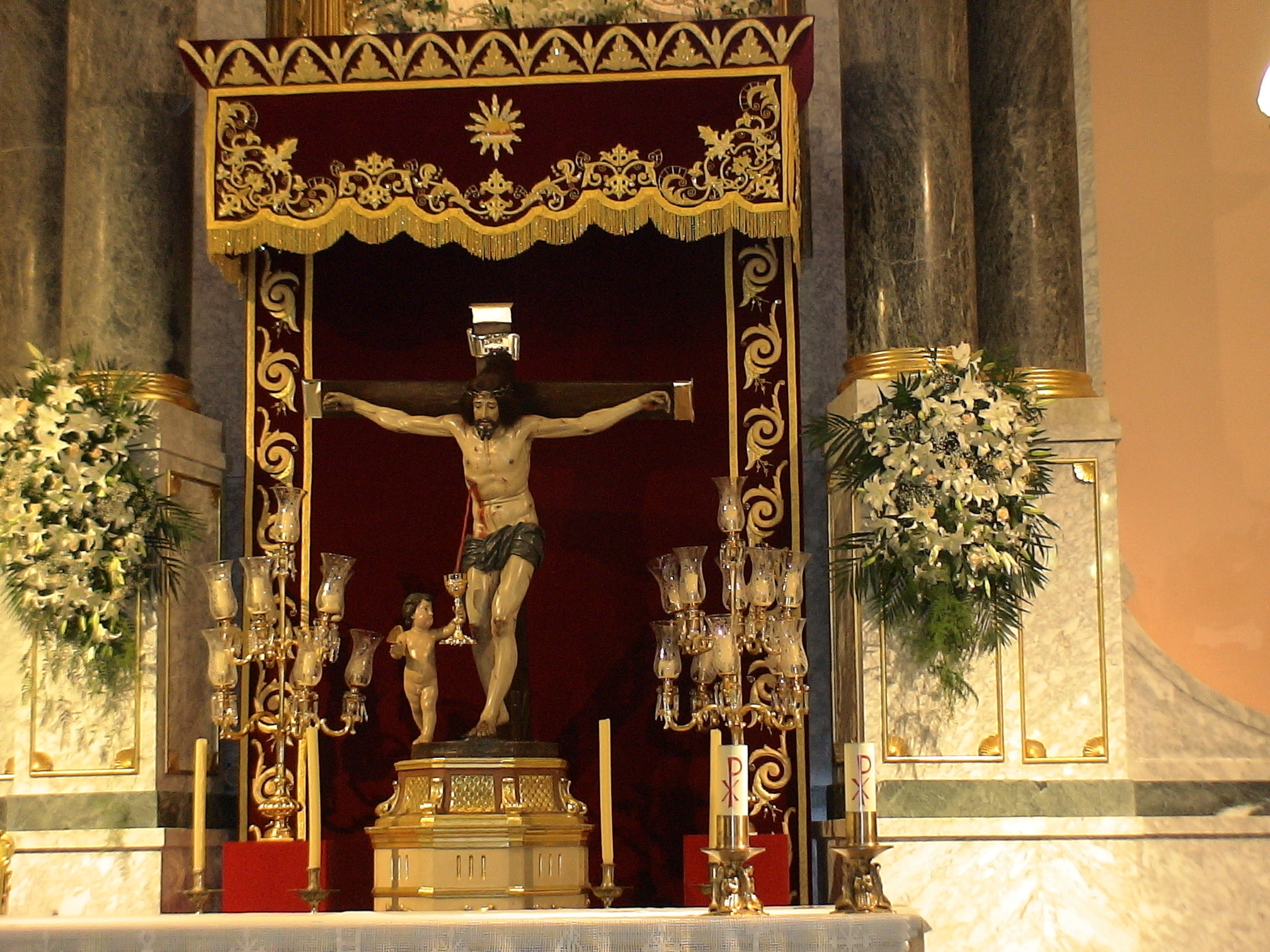
Cristo de la Sangre de Nicolás de Bussy

De todo el repertorio artístico de interior de templo, destacan las siguientes obras:
- Cristo de la Sangre: imagen de madera tallada y policromada barroca de Nicolás de Bussy de 1693. La iconografía de esta imagen, en la que Cristo dona o vierte su sangre, recogida por un ángel, es antigua y poco usual, tratándose de una referencia casi literal al significado de la sangre de Cristo como manantial o fuente de vida eterna, el llamado "lagar místico". Actualmente, el titular de la Archicofradía de la Sangre se sitúa en lo que fue antigua portería del convento, única parte que se conserva del viejo conjunto monástico, remodelada como capilla del Cristo de la Sangre.

- La Virgen del Carmen: titular del templo, es una imagen atribuida a Nicolás Salzillo del primer cuarto del siglo XVIII. Está situada en el retablo mayor de la iglesia, presidiéndolo desde un camarín. Coronada canónicamente en 2008, posee un rico ajuar como el terno regalo de Isabel II con motivo de su visita a la ciudad en 1862.

- Inmaculada: talla realizada en madera policromada y estofada. Tamaño menor que el natural. Es una escultura del siglo XVIII de Francisco Salzillo.

- La Virgen del Carmen con Ánimas: se trata de un óleo sobre lienzo de grandes dimensiones, su creador, José María Almela Costa, es del siglo XX. Aunque la obra de Almela Costa bebe de las fuentes del impresionismo, en este lienzo, como en otras de sus obras de temática religiosa, la labor pictórica se centra en la corrección académica en la factura del dibujo y el uso del color.